# Amonijum sulfid
Amonijum sulfid (diamonijum sulfid) je nestabilna so sa formulom . Dostupni su komercijalni rastvori ove soli. Sa  vrednošću većom od 15, vodoniksulfidni jon se ne može deprotonovati u dovoljnoj meri amonijakom. Iz tog razloga se rastvori uglavnom sastoje od smeše amonijaka i .

## Upotreba
Amonijum sulfid se koristi u razvijanju fotografija, za stvaranje patine na bronzi, i u proizvodnji tekstila.

## Priprema
Amonijum sulfid se priprema reakcijom vodonik sulfida sa viškom amonijaka:

## Bezbednost
Rastvori "amonijum sulfida" su hazardni pošto su izvori toksičnog vodonik sulfida.